# Trujillo (Venezuela)
Pour les articles homonymes, voir Trujillo.
Trujillo est la capitale de l'État de Trujillo au Venezuela. Elle a été fondée en 1557 par Diego García de Paredes. Sa population était de 38 110 habitants lors du recensement de 2001.